# Sayed El-Swerky
Sayed El-Swerky – egipski piłkarz grający na pozycji bramkarza.

## Kariera klubowa
W swojej karierze piłkarskiej El-Swerky grał w klubie Ismaily SC.

## Kariera reprezentacyjna
W 1996 roku El-Swerky został powołany do reprezentacji Egiptu na Puchar Narodów Afryki 1996. Na tym turnieju nie rozegrał żadnego spotkania.